# Epithema longipetiolatum
Epithema longipetiolatum är en tvåhjärtbladig växtart som först beskrevs av Elmer Drew Merrill, och fick sitt nu gällande namn av Olive Mary Hilliard och Brian Laurence Burtt. Epithema longipetiolatum ingår i släktet Epithema och familjen Gesneriaceae. Inga underarter finns listade i Catalogue of Life.